# Ґустаф Бломґрен
Ґустаф Бломґрен (швед. Gustaf Blomgren, 24 грудня 1887 — 25 липня 1956) — шведський стрибун у воду.
Бронзовий медаліст Олімпійських Ігор 1912 року, учасник 1920 року.